# Lomaspilis albociliata
Lomaspilis albociliata là một loài bướm đêm trong họ Geometridae.